# Janusz Wojtusiak

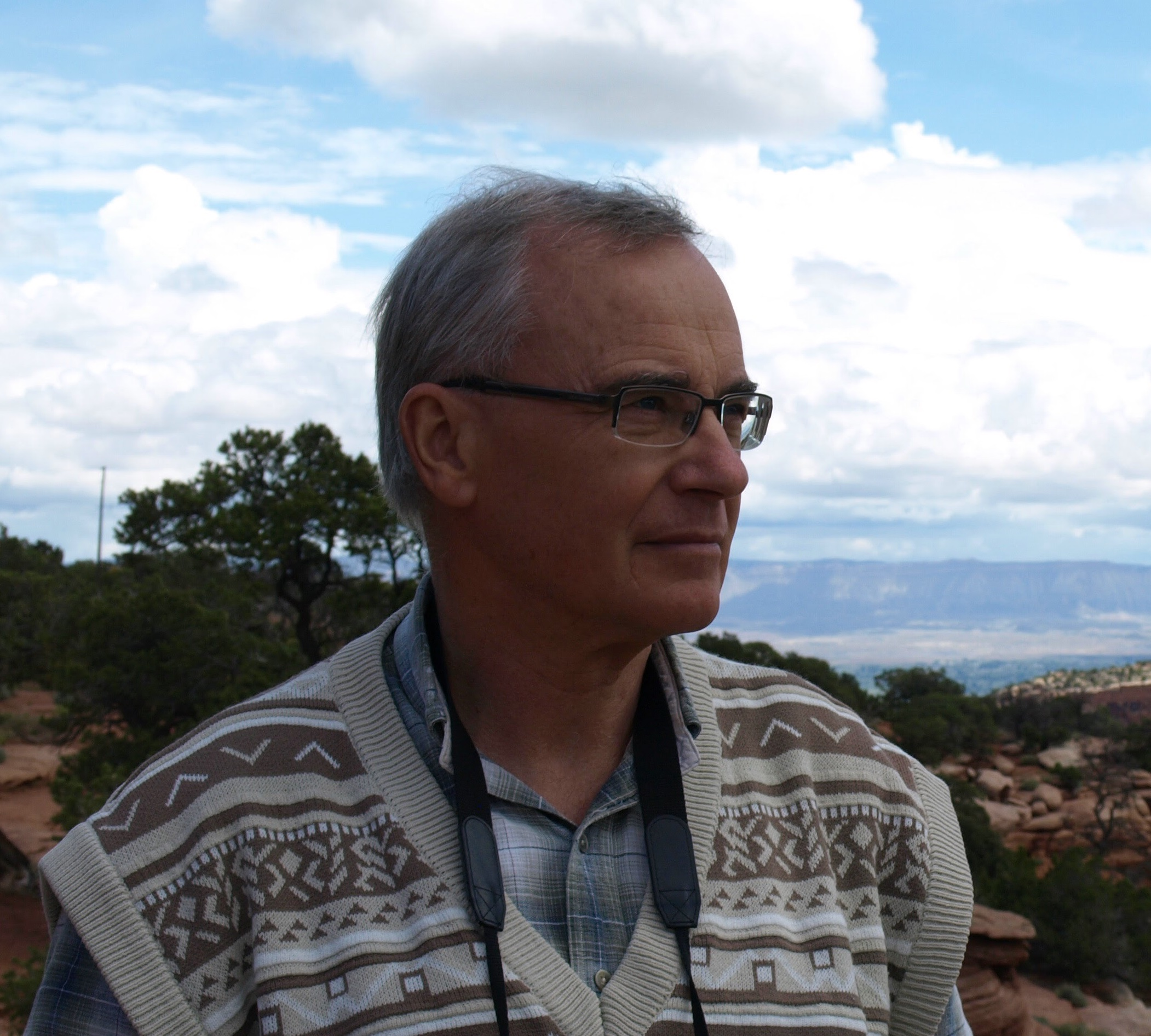
anusz Wojtusiak

Janusz Wojtusiak (Krakow, 21 februari 1942 - 2 mei 2012) was een Poolse entomoloog.
Hij studeerde aan de Jagiellonische Universiteit in Krakow, waar hij zijn M.S., Ph.D., en D.SC. haalde.
Van 1982-1986 was hij hoogleraar aan de Universiteit van Nigeria in Nsukka.
Hij nam deel aan verschillende wetenschappelijke expedities:
- In de 60- en 70 jaren naar het Hindoekoesj gebergte (Afghanistan).
- In de 80- en 90 jaren naar Afrika (Nigeria, Tanzania, Sao Tomé en Principe).
- In de recente jaren was hij in Zuid-Amerika, voornamelijk in Ecuador.

Zijn vader was de Poolse entomoloog Roman Wojtusiak, hoogleraar aan de Jagiellonische Universiteit in Krakow.
Janusz Wojtusiak beschreef circa 400 nieuwe soorten, voornamelijk Tortricidae, in co-auteurschap met Józef Razowski.
- International Standard Name Identifier: 0000 0000 3292 0347
- Library of Congress Control Number: n91117656
- Virtual International Authority File: 23786152
- WorldCat: E39PBJjxytCCv8BFxfD7XVrTHC